# Ruhrtal-Motorradwerke

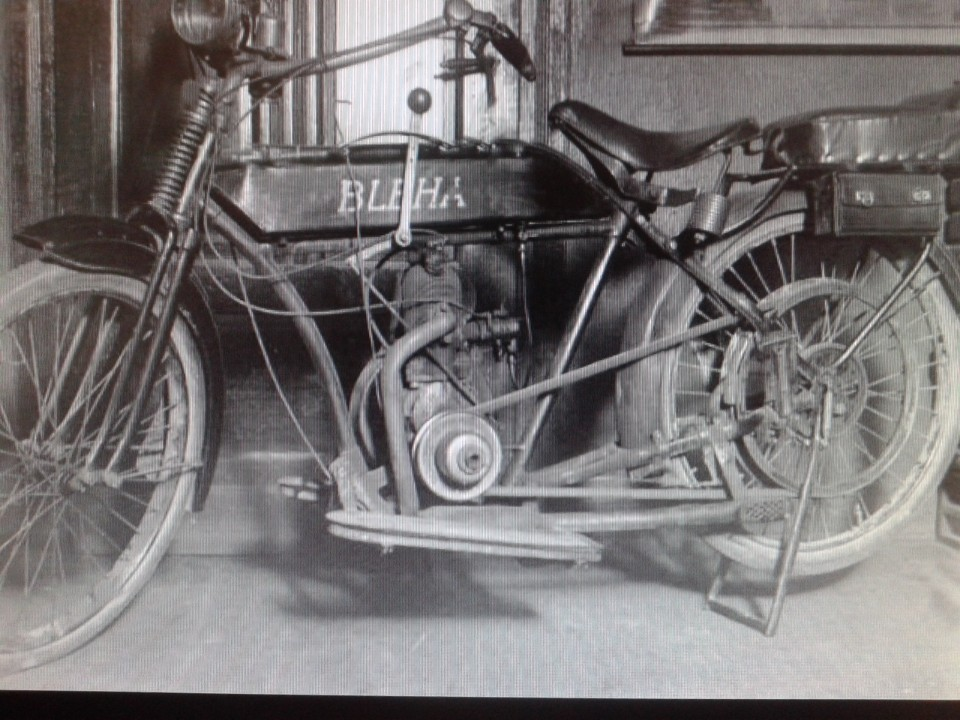
Bleha Modell 1924

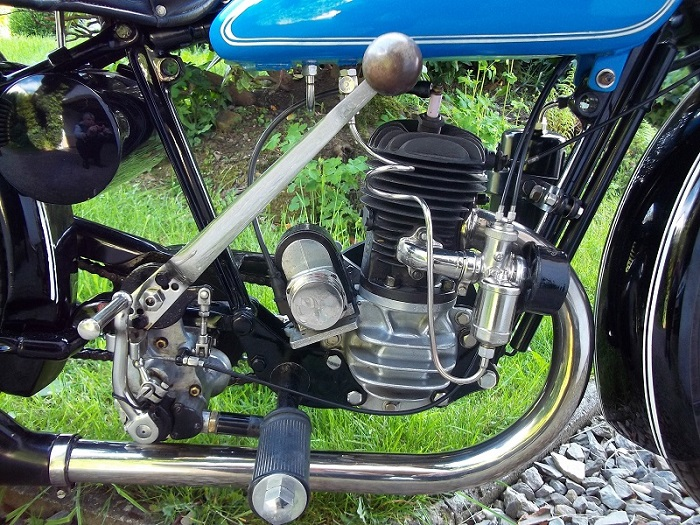
RMW Zweitaktmotor 1929 - 1930

Die Ruhrtal-Motorradwerke (RMW) waren ein deutsches Unternehmen mit Sitz in Neheim, das Motorräder herstellte. Ursprünglich seinerzeit als Carl Haardt Metallwaren Fabrik in Neheim / Westfalen gegründet baute Carl Haardt zusammen mit seinem Geschäftspartner Daniel Blecher unter der Marke BLEHA (BLEcher & HAardt) neben anderen Produkten ab 1919 auch Fahrräder.

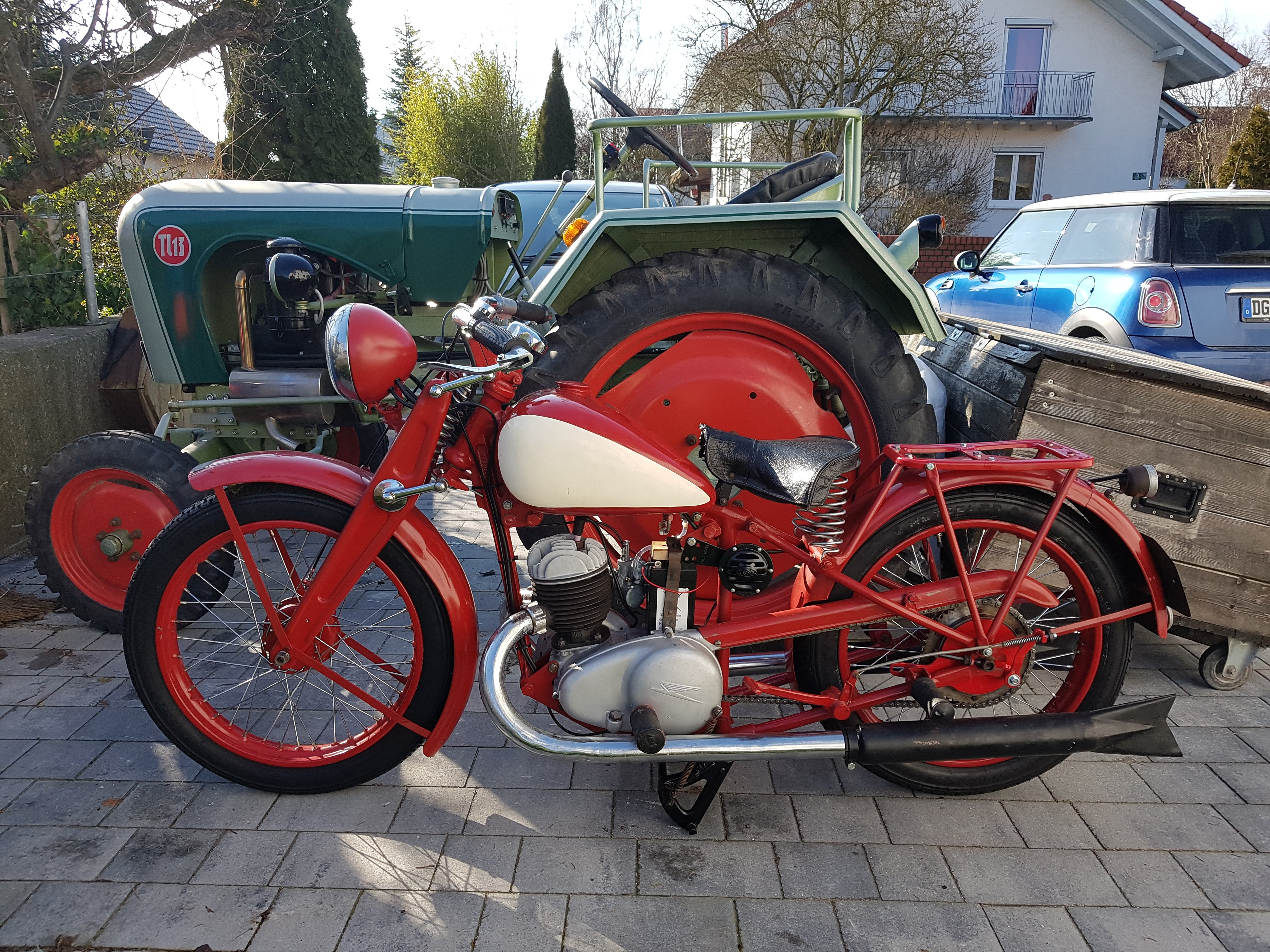
RMW Phönix 200 Baujahr 1937

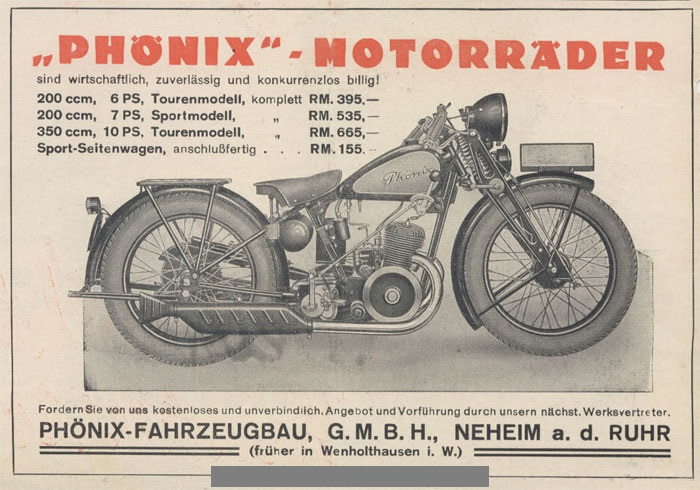
RMW – Phönix 200 ccm, 7 PS, 1934

## Geschichte
Im Jahr 1921 ließen Daniel Blecher und Carl Haardt die Motor- und Fahrradwerke BLEHA ins Handelsregister eintragen. Neben Fahrrädern produzierte man Spezialfahrradrahmen, die für den Einbau von kleinen Einbaumotoren ausgelegt waren, die u. a. von NAMAPO (Bernhard Nagel / Stettin) und ab 1923 auch von den Zschopauer Motorenwerken (Marke DKW) geliefert wurden. Verkauft wurden diese leichten Motorfahrräder durch ein Verkaufsbüro in Düsseldorf. Neben den zugekauften Motoren fertigte BLEHA ab 1924 auch eigene Zwei- und Viertaktmotoren, die in einem weiterentwickelten verbesserten Fahrwerk Verwendung fanden.
Aufgrund einer Erkrankung schied der Miteigentümer Daniel Blecher 1925 aus dem Unternehmen aus und infolgedessen das Unternehmen im Herbst desselben Jahres in Ruhrtal-Motorradwerke umbenannt wurde. Schon 1927 firmierte das Unternehmen abermals um, als die Familie Ravensberger aus Unna als stiller Teilhaber in die Firma eintrat. Aus den Ruhrtal-Motorradwerke wurden die RMW-Motorradwerke (Ravensberger) GmbH . Neheim i. Westfalen. Zeitweise produzierten hier über 300 Beschäftigte bis zu 50 Motorräder in der Woche. 1932 stellte RMW das 10.000. Motorrad fertig. Es handelte sich um eine RMW-Rekord, das Erfolgsmodell der RMW ab 1931, welche eine Weiterentwicklung des ersten Modells mit Satteltank, der RMW Modell 1930, war.
Neben den im eigenen Werk hergestellten Zweitaktmotoren bezog RMW die Viertaktmotoren bis 1934 von namhaften Herstellern wie J.A.P. und Sturmey-Archer aus England sowie MAG und Moser aus der Schweiz. Mit der Machtergreifung Hitlers durften Mitte der Dreißiger Jahre nur noch Motoren deutscher Fertigung verwendet werden. So kamen Bark- und Küchen-Motoren zum Einbau.
Nach den Daten von Werner Saure bestand die Belegschaft maximal aus 70 Personen, wovon 10 im kaufmännischen Bereich im Büro tätig waren. Ende der 1920er Jahre wurden fünf bis sechs, in Spitzenzeiten bis zu zehn Maschinen pro Tag gebaut. Die Motorräder wurden zum Teil auf Wechsel verkauft. Der Käufer zahlte nur eine Teilsumme an und stellte für die Restsumme einen Wechsel aus. Die Zahlungsabwicklung erfolgte über den sauerländischen Bankverein in Neheim. Das heute noch bekannteste Motorradmodell der Firma RMW ist die Phönix, die 1933 auf dem Markt erschien. Die Endmontage der Phönix erfolgte für kurze Zeit auch in Wenholthausen unter der neu eingetragenen Gesellschaft „PHÖNIX FAHRZEUGBAU GmbH Wenholthausen“, um Preisregulierungen des Fachverbandes zu umgehen. Neben den Motorrädern wurden eigene 200-cm³- und ab 1934 in Lizenz Bark SV-Motoren mit 350 und 500-cm³ sowie Beiwagen hergestellt. Stärkstes Modell der RMW war eine 600-cm³-Zweizylindermaschine, die 1928 erschien. Bei ihrem Motor handelte es sich um den seitengesteuerten Motor der Mabeco (Berlin), aus deren Konkursmasse RMW Ende 1927 einige Motoren und Fahrwerke kaufen konnte.
Im Zweiten Weltkrieg durfte RMW keine Motorräder mehr produzieren, sondern fertigte Fallschirme für die Armee, führte Reparaturen an Motorrädern aus und arbeitete als Zulieferer und Subunternehmen für andere Industriebetriebe. Ab 1946 baute RMW wieder Zweitaktmaschinen, welche bis auf wenige Bauteile dem letzten Phönix Vorkriegsmodell 1939 glich. Zum dreißigsten Firmenjubiläum 1951 folgte dann eine völlige Neukonstruktion mit wiederum 250 cm³, Hubraum welcher letztmals einen eigenen Phönix-Zweitaktmotor hatte, der 9 PS (7 kW) leistete. 1957 stellte RMW den Betrieb ein, nachdem auch die letzten Phönix-Modelle, jetzt ausgerüstet mit Motoren der Deutschen Firma ILO von 50 bis 250 cm³, nicht mehr den erhofften Absatz brachten.
Heute erinnert nichts mehr daran, dass in Neheim i. Westfalen Motorräder gebaut wurden. Das große vierstöckige in Karreebauweise errichtete Gebäude musste Anfang der 1980er-Jahre dem Autobahnbau weichen. In Wenholthausen ist das Gebäude der Phönix Fahrzeugbau GmbH bis heute erhalten geblieben. Eine Tafel informiert über die RMW-Phönix-Geschichte.